# Matsuyama
Matsuyama (松山市, Matsuyama-shi) är residensstad i Ehime prefektur på ön Shikokus västkust i Japan. Matsuyama fick stadsrättigheter den 15 december 1889 och har sedan år 2000 status som kärnstad (japanska: 中核市?, Chūkakushi) enligt lagen om lokalt självstyre.
Bland näringar märks tillverkning av maskiner, papper och textilier, samt kemisk industri, oljeraffinaderi och hamn. I stadens omgivning odlas bland annat citrusfrukter. Staden är även känd för sina varma källor. Matsuyama slott grundades 1603. 
Poeten och författaren Masaoka Shiki, som härstammade från en samurajsläkt, föddes här 1867. Hans jämnårige författarkollega Natsume Soseki bosatte sig i Matsuyama 1895. Staden fick universitet 1923.

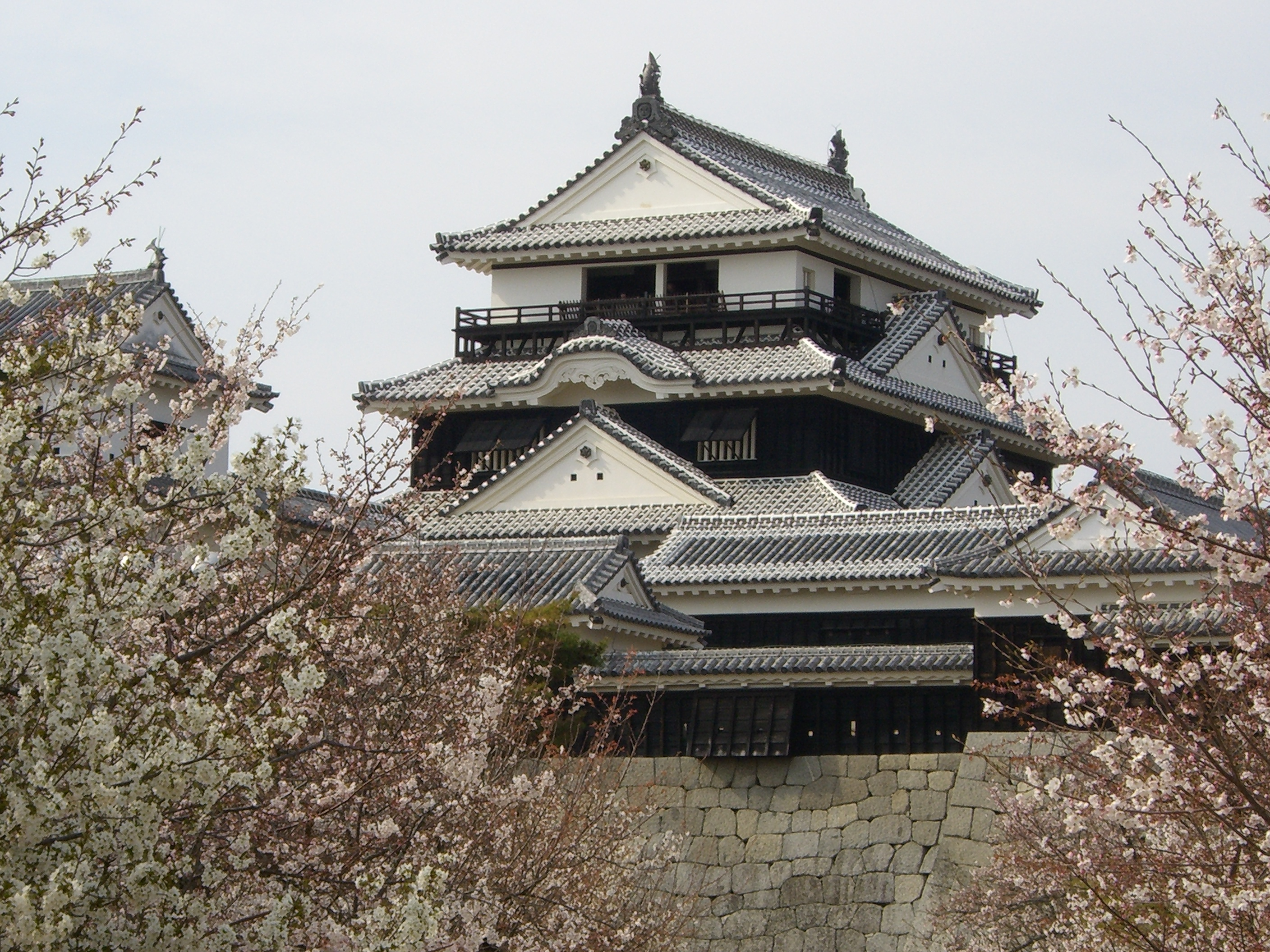
Matsuyama slott (Iyo).

## Attraktioner
Dōgo Onsen i Matsuyama är en av Japans äldsta och mest välkända onsen (varma källor). Huvudattraktionen är Dogo Onsen Honkan, ett allmänt badhus från 1894.

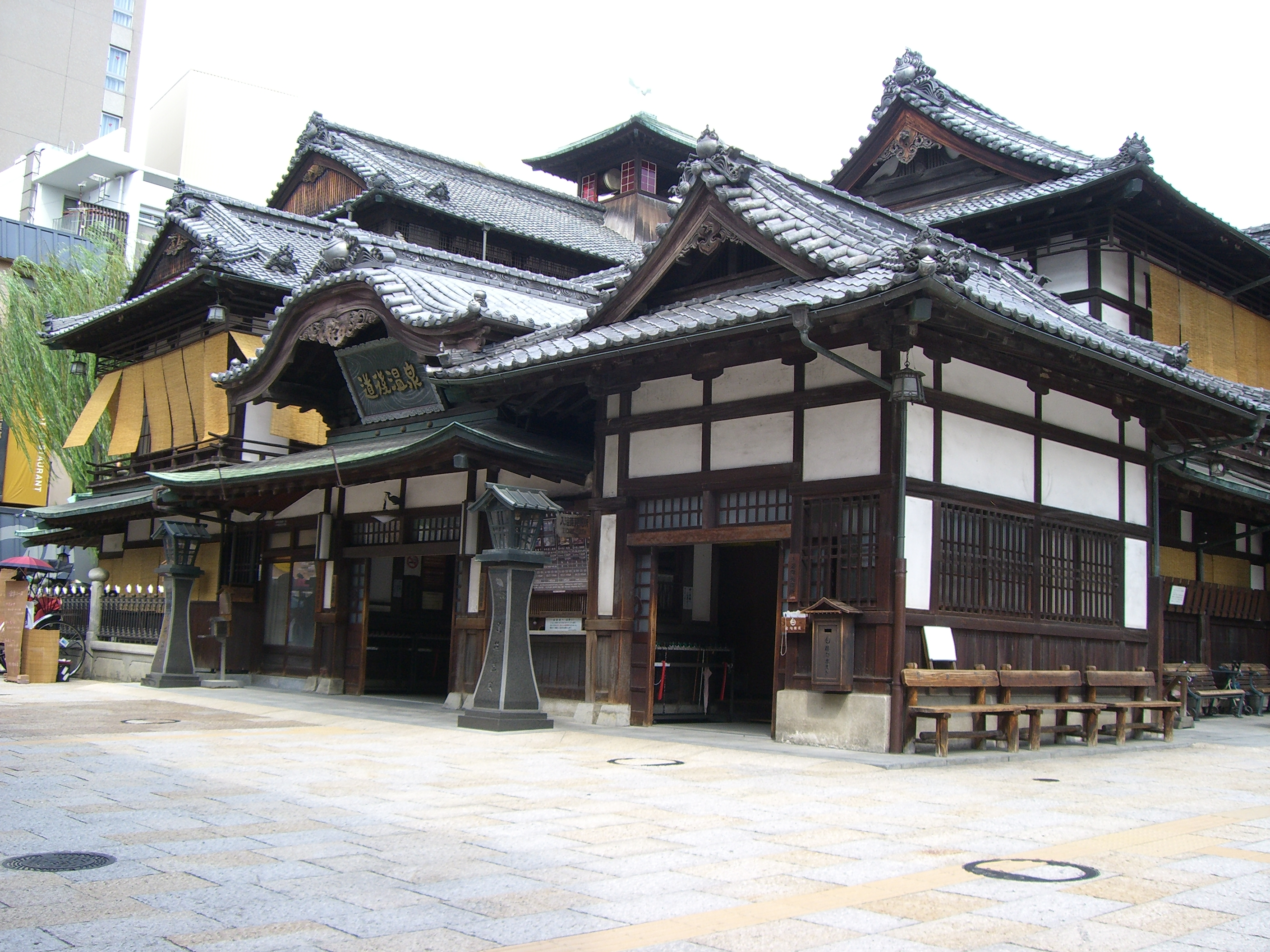
"Dōgo Onsen" (huvudbyggnaden).

## Kommunikationer
Matsuyama har två huvudsakliga järnvägsstationer. JR Matsuyama station som trafikeras av JR och Matsuyama-shi station som trafikeras av det lokala tågbolaget Iyo Tetsudo som även driver busstrafik och ett spårvägssystem med fem linjer i staden.

## Vänorter
Matsuyama har fyra vänorter:
- Sacramento, Kalifornien, USA
- Freiburg im Breisgau, Tyskland
- Pyeongtaek, Sydkorea
- Taipei, Taiwan.

## Sport
Ehime FC från Matsuyama spelar i J. League i fotboll.

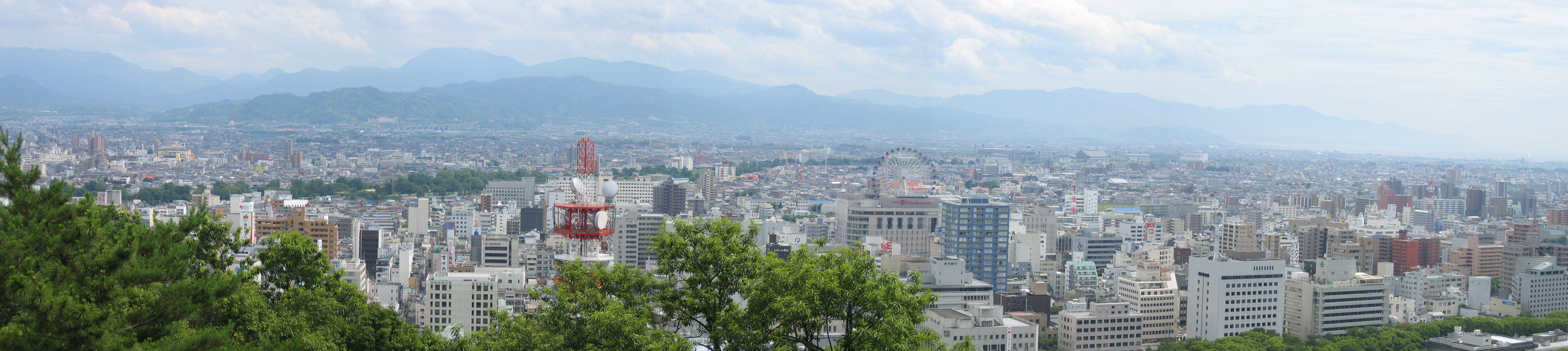
Panoramavy över staden sedd från Matsuyama slott.